# The Barbarian (film fra 1920)
The Barbarian er en amerikansk stumfilm fra 1920 af Donald Crisp.

## Medvirkende
- Monroe Salisbury som Eric Straive
- George Berrell som Elliott Straive
- J. Barney Sherry som James Heatherton
- Elinor Hancock
- Jane Novak som Floria Heatherton